# Max Schlosser (Politiker)
Max Karl Schlosser (* 3. April 1894 in Klingenthal; † 15. März 1968 ebenda) war ein deutscher Politiker, aktiv in der SPD, später in SAP und SED.

## Leben
Max Schlosser wuchs in ärmlichen Verhältnissen im Vogtland auf, hatte jedoch die Möglichkeit, ein Lehramtsstudium in Auerbach zu absolvieren, bevor er 1915 als Soldat für den Ersten Weltkrieg eingezogen wurde.
In der Novemberrevolution 1918 war er Mitglied eines Soldatenrates, 1919 kehrte er nach Klingenthal zurück. Dort schloss er sich der Sozialdemokratie an und wurde Stadtverordneter und Stadtverordnetenvorsteher. Gegen Ende der 1920er Jahre geriet Schlosser in Konflikt mit seiner Partei und gründete 1931 mit Gleichgesinnten eine Ortsgruppe der Sozialistischen Arbeiterpartei Deutschlands (SAP), einer Abspaltung der Sozialdemokratie.
1933 wurde Schlosser aus dem Schuldienst entlassen, verhaftet und in mehreren frühen Konzentrationslagern von der SA misshandelt. Seine Anklage wegen Hochverrat vor dem Oberlandesgericht Dresden endete jedoch 1934 mit einem Freispruch. Schlosser wurde 1939 zur Wehrmacht einberufen und diente als KfZ-Unteroffizier, an Kampfhandlungen nahm er laut eigenen Angaben nicht teil.
Nach der Befreiung vom Nationalsozialismus war er 1945 in einem Antifa-Ausschuss für Klingenthal tätig. Er wurde von der amerikanischen Besatzungsmacht zum Bürgermeister ernannt. Als im Juli 1945 sowjetische Truppen die Kontrolle übernahmen, wurde er Oberbürgermeister auch für die umliegenden Orte.
Schlosser trat der wiedergegründeten KPD bei und wurde schließlich Mitglied der SED. Seit 1946 engagierte er sich auch in der Vereinigung der Verfolgten des Naziregimes (VVN).
Von 1946 bis 1953 amtierte Schlosser als Landrat, bis er wegen seiner früheren Mitgliedschaft in der SAP von der Bezirks-Parteikontrollkommission der SED abgesetzt wurde. Schlosser war in die Säuberungen geraten, die im Gefolge des Prager Slánský-Prozess in den Jahren 1952 bis 1953 Karrieren beendeten. Während frühere Sozialdemokraten 1948 ihre Posten in der SED verloren, folgten 1952 frühere Mitglieder von linkskommunistischen oder linkssozialistischen Dissidenten Gruppen aus der Weimarer Republik – darunter auch Schlosser.
Schlosser wurde 1953 ins 100 Kilometer entfernte Brand-Erbisdorf versetzt und versuchte dort einen Neuanfang, kehrte jedoch schon 1954 ins Vogtland zurück und wirkte dort als Lehrer. 1964 erhielt er die Verdienstmedaille der DDR, was einer Rehabilitierung gleichkam. Schlosser starb 1968.